# Piekło pod Małogoszczem
Piekło pod Małogoszczem (Piekło, Piekło pod Małogoszczą, Piekło Bolmińskie, Piekiełko, Nowe Piekło) – jaskinia w Górach Świętokrzyskich. Wejście do niej znajduje się w Grząbach Bolmińskich, w wąwozie w północno-zachodniej części grzbietu Góry Bolmińskiej, na terenie gminy Chęciny, na wysokości 305 m n.p.m. Długość jaskini wynosi 17,5 metrów, a jej deniwelacja 5 metrów.
Jaskinia znajduje się na terenie Rezerwatu Przyrody Milechowy i jest nieudostępniona turystycznie.

## Opis jaskini
Jaskinia znajduje się w przyszczytowej części dużej ambony skalnej o pionowych ścianach, wysokości około 10 m i długości około 20 m. Do jaskini prowadzi prawie kolisty otwór o średnicy 2 m, za którym w kierunku NNW, zgodnym z biegiem grzbietu Góry Brodowej, ciągnie się prosty korytarz o owalnym przekroju. Korytarz, idący lekko w dół, zwęża się w miarę postępowania w głąb jaskini, co sprawia, że do zwiedzania dostępne jest tylko pierwsze 8 m. Tam też (w odległości około 8 m od wejścia), w miejscu przecięcia spękań górotworu, w stropie korytarza powstał kilkumetrowej wysokości kominek, za którym korytarz rozdziela się na dwie zwężające się, ciasne szczeliny, ułożone jedna nad drugą. Dno jaskini w strefie przywejściowej pokryte jest glebą humusową, która w głębi korytarza ustępuje pokrywie gruzowej. W jaskini zachowały się ślady rzeźby krasowej z trzema kominkami. W największym z nich występują polewy naciekowe z mleka wapiennego.

## Przyroda
Ściany jaskini są suche, brak jest na nich roślinności. W jaskini stwierdzono 3 gatunki zimujących nietoperzy: nocek duży (Myotis myotis), gacek brunatny (Plecotus auritus) i mopek zachodni (Barbastella barbastellus).

## Historia odkryć
Jaskinia była znana od dawna. Pierwszą wzmiankę o niej opublikowali Marta Hubicka i Edmund Massalski w 1928 roku. Jako pierwszy opis i plan jaskini sporządził Kazimierz Kowalski w 1952 roku.